# محوطه کله جوب قدیم
محوطه کله جوب قدیم مربوط به عصر آهن است و در شهرستان دره‌شهر، بخش مرکزی، دهستان اریو، ۷۰۰ متری شمال کله جوب سفلی واقع شده و این اثر در تاریخ ۲۶ اسفند ۱۳۸۶ با شمارهٔ ثبت ۲۲۱۵۸ به‌عنوان یکی از آثار ملی ایران به ثبت رسیده است.